# Giacomo Badoaro
Giacomo Badoaro (auch Iacopo Badoaro, Iacopo Badoer; * 1602 in Venedig; † 1654 ebenda) war ein italienischer Librettist und Politiker der Republik Venedig.

## Leben
Badoaro trat in jungen Jahren in den Großen Rat der Republik Venedig ein und stieg später zum Senator auf. Bekannt wurde er jedoch vor allem durch seine literarische Tätigkeit. 1640 wurde Claudio Monteverdis Oper Il ritorno d’Ulisse in patria nach seinem Libretto am Teatro San Cassiano in Venedig und am Teatro Guastavillani in Bologna uraufgeführt. Der Text erschien nicht im Druck und ist nur in (teils voneinander abweichenden) Abschriften überliefert. Im gleichen Jahr oder Anfang 1641 vertonte Monteverdi ein weiteres Libretto Badoaros, Le nozze di Enea con Lavinia für das Teatro dei S. Giovanni e Paolo in Venedig. Die Komposition ist verloren gegangen, das Libretto ist handschriftlich in der Biblioteca Nazionale Marciana erhalten. 
Nach seinem Eintritt als Assicurato in die Accademia degli Incogniti veröffentlichte Badoaro 1644 unter diesem Namen bei Giovanni Pietro Pinelli L’Ulisse errante. Die Dichtung wurde von Francesco Sacrati vertont und ebenfalls am Teatro dei S. Giovanni e Paolo aufgeführt.